# Людольф (граф Східної Саксонії)
Людольф або Ліудольф (*Liudolf, 805/806 —866) — граф Східної Саксонії (Остфалії) у 840—850 роках, з 850 року — маркграф Саксонії.

## Життєпис
Походив зі знатного саксонського роду. Існує версія, що був нащадком Бруно, вождя саксів-енгернів, який хрестився та перейшов на бік франкського короля Карла Великого. Людольф був сином маркграфа Бруно (Брунґарта) Молодшого. З приводу матері Людольфа джерела різняться: за однією версією його матір'ю була Гізела фон Верла, за іншою — Аділла, донька саксонського графа Екберта.
Його іноді називаються герцогом, що пов'язано з тим, що у франкських хроніках називають дуксом (dux), який перекладають як герцог. Втім в ті часи цей термін позначав військового лідера, яким напевне Людольф по відношенню до племені саксів-енгернів. У 830 році одружився з донькою франкського графа в Саксонії Біллунга. Завдяки цьому поєднав майже усі землі центральних та частково східних саксів.
У 840 році стає графом Східної Саксонії. У 845—846 роках здійснив прощу до Риму, де отримав благословіння папи римського Сергія II. У 850 році значно розширивши свої володіння за рахунок Західної Саксонії, домігся від Людовика II, короля Східно-Франкського королівства, надання титулу маркграфа Саксонії.
У 852 році разом з дружиною і Альтфрідом, єпископом Гільдесаґайма, заснував жіночий бенедиктинський монастир в Брунсхаузені (присвячений святим Анастасію та Іннокентію), який в 856 році був переведено до Гандерсаґайму. Першою абатисою стала донька маркграфа Людольфа — Хатумода, а після її смерті ігуменями послідовно були інші доньки Людольфа — Герберга і Христина.
Помер 11 або 12 березня 866 року, його було поховано в абатстві в Брунсхаузені.

## Родина
Дружина — Ода, донька Біллунга, графа Саксонії.
Діти:
- Бруно (830/840 — 880), 1-й герцог Саксонії у 866—880 роках
- Оттон ( 851—912), 2-й герцог Саксонії у 880—912 роках
- Танкмар (д/н-878), аббат монастиря в Корвеї
- Лютгарда (840—885), дружина Людовика Молодого, короля Східно-Франкського королівства
- Енда або Ода (845—874), дружина Лотаря I, графа Штаде
- Хатумода (840—874), абатиса монастиря в Брунсхаузені у 852—874 роках
- Герберга (д/н-896/897), абатиса монастиря в Брунсхаузені у 874—897 роках
- Христина (д/н-919/920), абатиса монастиря в Брунсхаузені у 897—920 роках